# Furbaz
 (octobre 2024).
Si vous disposez d'ouvrages ou d'articles de référence ou si vous connaissez des sites web de qualité traitant du thème abordé ici, merci de compléter l'article en donnant les références utiles à sa vérifiabilité et en les liant à la section « Notes et références ».
Furbaz est un groupe vocal suisse. Il est le représentant de la Suisse au Concours Eurovision de la chanson 1989. Furbaz est un mot romanche qui signifie « coquins » ou « garnements »,.

## Histoire
Élèves de l'école de l'abbaye de Disentis/Mustér, au cours de l'année scolaire 1981-1982, amateurs du chant choral sous la direction du chef, le père Pankraz Winiker, Daniel Desax, Alfons Quinter et Ursin Defuns chantent des chansons en trois parties pendant leur temps libre. Ursin chante la mélodie en tant que ténor, tandis qu'Alfons et Daniel sont une deuxième et une troisième voix. Le week-end, ils chantent dans les bars de la commune, notamment le Cucagna. Pendant l'hiver 1983, deux nouveaux chanteurs viennent pour les représentations : Giusep Quinter (frère d'Alfons) et Gioni Defuns (cousin d'Ursin).
En août 1984, à l'occasion de la fête d'anniversaire, Ursin et Gioni rencontrent pour la première fois Marie Louise Werth. Elle joue du piano et chante quelques chansons avec sa sœur Vreni. Ursin et Gioni chantent avec elle. Après la soirée, ils décident de l'intégrer au groupe. Le groupe devient professionnel au cours de l'année 1985.
Le groupe est découvert par le rédacteur en chef de Radio Rumantsch, Giusep Giuanin Decurtins. Il enregistre Da cumpignia et l'envoie à la Schweizer Fernsehen pour qu'elle soit présente au Concours Eurovision de la chanson 1987 ; le groupe est troisième de la finale télévisée. Il signe chez Electromusic AG. Daniel Desax quitte le groupe peu après. Il se présente de nouveau l'année suivante avec Sentiments, mais finit deuxième derrière Céline Dion. Alfons Quinter part. Marie Louise, Ursin, Gioni et Giusep présentent Viver senza tei et l'emportent. Après la victoire de Ne partez pas sans moi interprétée par Céline Dion l'année précédente, la Suisse est le pays hôte du Concours Eurovision de la chanson 1989, qui se tient à Lausanne. Viver senza tei est la première chanson (et la seule à ce jour) en romanche à l'Eurovision. Malgré des hésitations, le groupe accepte le management pour être présent dans les pays germanophones comme la traduction en allemand puis est déçu. Dans l'émission télévisée Superstar de Kurt Felix le soir du Nouvel An 1990, les membres annoncent que c'est la dernière apparition du groupe. À part Marie Louise Werth, les autres membres ne se consacreront pas à la chanson.
En 2004, le groupe se reforme pour donner vie à l'album de chants de Noël, Nadal, sorti à l'automne 1989. Depuis, le groupe donne chaque année quelques concerts consacrés au répertoire de cette fête.